# Cohors V Gallorum (Moesia)
Die Cohors V Gallorum [Antoniniana] (deutsch 5. Kohorte der Gallier [die Antoninianische]) war eine römische Auxiliareinheit. Sie ist durch Militärdiplome und Inschriften belegt. Die Kohorte ist mit der Cohors V Gallorum et Pannoniorum identisch, die in Militärdiplomen von 126 bis 161 aufgeführt ist.

## Namensbestandteile
- Gallorum: der Gallier. Die Soldaten der Kohorte wurden bei Aufstellung der Einheit aus den verschiedenen Stämmen der Gallier auf dem Gebiet der römischen Provinz Gallia Lugdunensis rekrutiert.

- Antoniniana: die Antoninianische. Eine Ehrenbezeichnung, die sich auf Caracalla (211–217) bezieht. Der Zusatz kommt in der Inschrift (AE 1994, 1511) vor.

- (et) Pannoniorum bzw. Pannonica: (und) der Pannonier bzw. die Pannonische. In den Diplomen von 126 bis 158/159 sowie dem Diplom von 161 wird die Einheit als Cohors V Gallorum (et) Pannoniorum bzw. als Cohors V Gallorum Pannonica bezeichnet.[1][A 1]

Da es keine Hinweise auf die Namenszusätze milliaria (1000 Mann) und equitata (teilberitten) gibt, ist davon auszugehen, dass es sich um eine reine Infanterie-Kohorte, eine Cohors (quingenaria) peditata, handelt. Die Sollstärke der Einheit lag bei 480 Mann, bestehend aus 6 Centurien mit jeweils 80 Mann.

## Geschichte
Die Kohorte war in den Provinzen Moesia und Dacia stationiert. Sie ist auf Militärdiplomen für die Jahre 75 bis 179 n. Chr. aufgeführt.
Der erste Nachweis der Einheit in Moesia beruht auf einem Diplom, das auf 75 datiert ist. In dem Diplom wird die Kohorte als Teil der Truppen (siehe Römische Streitkräfte in Moesia) aufgeführt, die in der Provinz stationiert waren. Weitere Diplome, die auf 93 bis 100 datiert sind, belegen die Einheit in Moesia Superior.
Zu einem unbestimmten Zeitpunkt wurde die Kohorte nach Dacia verlegt, wahrscheinlich um an den Dakerkriegen Trajans teilzunehmen. Der erste Nachweis der Einheit in Dacia beruht auf einem Diplom, das auf 109 datiert ist. In dem Diplom wird die Kohorte als Teil der Truppen (siehe Römische Streitkräfte in Dacia) aufgeführt, die in der Provinz stationiert waren. Weitere Diplome, die auf 110 bis 125/126 datiert sind, belegen die Einheit in derselben Provinz (bzw. ab 119 in Dacia Superior).
Danach wurde die Einheit wieder nach Moesia Superior verlegt. Von 126 bis 161 ist die Kohorte durch Diplome für Moesia Superior nachgewiesen. Zu einem unbestimmten Zeitpunkt wurde die Kohorte erneut nach Dacia Superior verlegt, wo sie 179 durch ein Diplom belegt ist.
Der letzte Nachweis der Kohorte beruht auf der Inschrift (AE 1994, 1511), die auf 211/217 datiert ist.

## Standorte
Standorte der Kohorte waren möglicherweise:
- Pojejena: Die Inschriften (AE 1963, 165, AE 1972, 490) weisen auf die Anwesenheit der Kohorte in Pojejena hin. Außerdem wurde ein Ziegel mit dem Stempel COH V GA bei Pojejena (CIL 3, 12632) gefunden.

## Angehörige der Kohorte
Folgende Angehörige der Kohorte sind bekannt.

### Kommandeure
| - Q(uintus) Petro[nius] Novatus, ein Präfekt (AE 1972, 490) | - Q(uintus) Vibius Donatus, ein Präfekt (AE 1963, 165). |

### Sonstige
| - Aurel(ius) Gaianus, ein Centurio (AE 1994, 1511) | - P(ublius) Ael(ius) Diophantus, ein Veteran (CIL 3, 14216,04) |

## Weitere Kohorten mit der BezeichnungCohors V Gallorum
Es gab noch eine weitere Kohorte mit dieser Bezeichnung, die Cohors V Gallorum (Britannia). Sie ist durch Diplome von 84 bis 158 belegt und war in den Provinzen Pannonia und Britannia stationiert.